# Yatsuhashi
Yatsuhashi (八ツ橋, còn có các cách viết khác như 八橋・八つ橋・八ッ橋. Và cả Yaki Yatsuhashi (焼き八ツ橋)  ) đều là một trong các loại bánh kẹo Nhật (Wagashi) mang tính biểu tượng cho thành phố Kyoto.
Có một loại bánh với tên gọi tương tự là Nama Yatsuhashi (生八ツ橋), nên cả hai sẽ được mô tả chung trong phần này.

## Tổng quát
Đây là một loại Katayaki Sembei được làm bằng cách trộn bột gạo, đường và quế, sau đó nhào thành bột, dàn mỏng ra rồi hấp sau đó nướng. Bánh có hình chữ nhật uốn cong, phỏng theo hình dạng của cây cầu hoặc đàn koto Nhật Bản.
Ngoài ra còn có món "Nama Yatsuhashi", với phần bột được cắt ra sau đó nhồi nhân mứt đậu bên trong chứ không nướng. Sự ra đời của Nama Yatsuhashi vào những năm 1960 vẫn còn tương đối khá mới mẻ , ngày nay những món Nama Yatsuhashi được chế biến công phu, với phần nhân đa dạng từ matcha, mè, cho đến mứt trái cây hay sô-cô-la ra đời, có xu hướng được nhiều người ưa thích hơn cả món Yatsuhashi.   . Hiện tại, ngày càng nhiều người gọi tắt món Nama Yatsuhashi có nhân là "Yatsuhashi", còn món Yatsuhashi nướng trước đây thì được sáng tạo cho cái tên mới là "Yaki Yatsuhashi" (焼き八ツ橋) để tránh nhầm lẫn  .
Hiện nay, cả Yatsuhashi và Yatsuhashi thô đều được công nhận là bánh kẹo tiêu biểu , và theo một cuộc khảo sát thống kê của thành phố Kyoto vào năm 2006 (2006), 96% người mua bánh kẹo làm quà lưu niệm để tham quan ở Kyoto. này, doanh thu của Yatsuhashi chiếm 45,6% tổng số (Yatsuhashi thô 24,5%, Yatsuhashi 21,1%)  . Ngoài việc được người tiêu dùng ăn như đồ ngọt của Nhật Bản, cũng có một số nhà hàng sử dụng nó như một món khai vị , một món ăn nhẹ của rượu sake, hoặc  .